# Akshapâda Pakshilasvâmin
Akshapâda Pakshilasvâmin (ou Pakṣilasvāmin Vātsyāyana) est l'auteur du Nyaya sutra bhashya, commentaire classique des Nyāya Sūtra de Akṣapāda Gautama ; dans cet ouvrage, sont réfutées les thèses bouddhistes de la vacuité (Śūnyatā), de l'impermanence (Anitya) et du non-Soi (Anātman), entre autres.
Pakṣilasvāmin Vātsyāyana, l'auteur du Nyaya sutra bhashya, n'est pas Vâtsyâyana, l'auteur du Kama-Sutra,.